# Montignac, Dordogne
Montignac (trong tiếng Occitan Montinhac) là một xã của Pháp, nằm ở tỉnh Dordogne trong vùng Aquitaine của Pháp.
Montignac có diện tích 37,15 km2, dân số năm 1999 là 3023 người.

## Thông tin nhân khẩu
| Năm | 1962 | 1968 | 1975 | 1982 | 1990 | 1999 |
| --- | ---- | ---- | ---- | ---- | ---- | ---- |
| Dân số | 2809 | 2949 | 3081 | 3135 | 2938 | 3023 |
| From the year 1962 on: No double counting—residents of multiple communes (e.g. students and military personnel) are counted only once. |      |      |      |      |      |      |